# チャド・マレーン
チャド・マレーンは、日本のお笑いコンビ。吉本興業所属。旧コンビ名、ジパング上陸作戦（ジパングじょうりくさくせん）。

## メンバー
ティ・カトウ（1975年10月9日（49歳） - ）
主にツッコミ担当。
本名及び旧芸名は、加藤 貴博（かとう たかひろ）。愛知県刈谷市出身。身長159 cm、体重60 kg。血液型はO型。
NSC大阪校19期出身。2020年9月30日、2代目山梨県住みます芸人への就任を発表した。

チャド・イアン・マレーン（Chad Mullane、1979年11月28日（45歳） - ）
主にボケ担当。
オーストラリア連邦パース出身。身長169 cm、体重60 kg。血液型はO型。
NSC大阪校21期出身で、大阪・東京を通じて初の外国人NSC生。芸人の他、映画の字幕翻訳家としても活動している。情報経営イノベーション専門職大学情報経営イノベーション学部客員教授。

## エピソード

### コンビ
- 「Manzaiに国境はない!」をキャッチフレーズに活動する、日本人とオーストラリア人によるコンビ。大阪時代、なんばグランド花月近くの喫茶店で話していた際にカトウがチャドを「珍しく話の分かる外人」と感じ取り、それをきっかけにコンビを結成した。結成当初のコンビ名は「モーニングコール」。
- 2009年9月1日、コンビ名を「ジパング上陸作戦」から現在のものに改名した[2]。「コンビ名が長いためピンでの仕事にコンビ名がつかない」「高齢の方に印象が悪い」などが大きな理由。
- コンビ間の身長差は10 cmだが、両者ともそれぞれの人種の平均からすると小柄な部類。

### カトウ
- 桃山学院大学の落研に在籍していた。
- テレビドラマ『瞳』にはティ・カトウ名義でチャドと共にゲスト出演した。
- 2008年以降、劇団漂流船の舞台に客演（主演もあり）として積極的に参加している。
- NSC時代、大阪の有名オカマバー「ベティーのマヨネーズ」でアルバイトしていた。
- 2020年9月より単独で山梨県住みます芸人となり、北杜市で農業に従事する。

### チャド
- オーストラリア生まれのオーストラリア育ちで、両親も共にオーストラリア人。
- 兵庫の高校に交換留学生として来日した初日に同級生から「なんでやねん」という日本語を教えられ、吉本新喜劇や『すんげー!Best10』など日本のバラエティ番組で日本語を学んだ。母国のオーストラリアには若者向けのコメディがなかったため衝撃を受けたという[3]。
- ぼんちおさむの四番弟子。
- オーストラリア出身だが大阪弁がペラペラのため、松本人志（ダウンタウン）に「大阪ラリア人」と言われている。
- 年収200万円以下では興行ビザ更新が困難になるため、伝統的に歩合制である吉本の中で唯一の給料芸人となっている。仕事量に拘らず給与が一定のためピンでの仕事が急に増え、休みがほとんど無かった。
- 2005年11月からヨシモトファンダンゴTVの看板番組「ヨシモト∞」で、英語の同時通訳を担当。2006年5月4日からは同時通訳を含む副音声「「裏∞」」として放送されている。
  - 以降は三池崇史や松本人志などの映画作品の英語字幕を担うようになり、2022年頃ではほぼ全てが英語字幕作成で収入を得ていると述べている[4]。
- 2019年3月からクールジャパン戦略の見直しに関する有識者を務める[5][6]。
- 2019年9月から日本語教育の推進に関する法律の規定に基づいて設置された「日本語教育推進関係者会議」の委員を務める[7]。

## 芸風
ツカミのネタはチャドがボケる「僕はラリア出身で…」、「ラリア」とはオーストラリアのこと。もしくはカトウの「相方の名前がコンビ名という屈辱を受けて頑張ってますけれども…」という自虐ネタ。上陸作戦時代は、チャド「上陸しました～」カトウ「上陸されちゃいました～」といったやり取りを演じていた。
ネタはチャドが一通り書いたものをカトウが客に伝わりやすくなるよう手直しをする、あるいは加藤があえてベタに書いたストーリーをチャドがめちゃくちゃにするという方法を取り、共同で作っている。

## ものまね
一部を除いてチャドが外国人であることをイジるネタが多い。
- ハーレイ・ジョエル・オスメント（シックス・センス）
- シルベスター・スタローン（ロッキー）
- ミハエル・シューマッハ
- セリーヌ・ディオン
- パリス・ヒルトン
- ディズニー映画によく出てくる魔女（取り上げるのは主に『白雪姫』の魔女）
- 節子（『火垂るの墓』の主人公の妹）
- ズラタン・イブラヒモヴィッチ
- マッシモ・アンブロジーニ
- ディエゴ・フォルラン
- カルレス・プジョル

## 賞レースでの戦績

### M-1グランプリ
2002年 - 2009年の8年連続で準決勝まで進出しているものの、いずれも敗者復活戦にて敗退している。準決勝進出回数は、ファイナリスト未経験コンビの中では天竺鼠、磁石と並び最多記録。ある年のM-1グランプリDVDの大会での「国籍問わず」という説明の部分で、予選での2人の様子が写った。
| 年度   | 成績       | 会場               | 日時           | 備考                     |
| ------ | ---------- | ------------------ | -------------- | ------------------------ |
| 2001年 | 3回戦進出  |                    |                | 「ジパング上陸作戦」名義 |
| 2002年 | 準決勝進出 | ルミネtheよしもと  | 2002年11月30日 | 「ジパング上陸作戦」名義 |
| 2003年 | 準決勝進出 | ルミネtheよしもと  | 2003年11月29日 | 「ジパング上陸作戦」名義 |
| 2004年 | 準決勝進出 | ルミネtheよしもと  | 2004年11月28日 | 「ジパング上陸作戦」名義 |
| 2005年 | 準決勝進出 | なんばグランド花月 | 2005年12月11日 | 「ジパング上陸作戦」名義 |
| 2006年 | 準決勝進出 | ルミネtheよしもと  | 2006年12月9日  | 「ジパング上陸作戦」名義 |
| 2007年 | 準決勝進出 | ルミネtheよしもと  | 2007年12月8日  | 「ジパング上陸作戦」名義 |
| 2008年 | 準決勝進出 | メルパルクホール   | 2008年12月7日  | 「ジパング上陸作戦」名義 |
| 2009年 | 準決勝進出 | ルミネtheよしもと  | 2009年12月6日  | ラストイヤー             |

### その他
- 1999年 第20回今宮子供えびすマンザイ新人コンクールこども大賞
- 2005年 第1回渋谷ロックウエスト杯エンタメグランプリ
- 2006年 R-1ぐらんぷり準決勝進出（チャド）
- 2010年 CBCラジオ "ハマグリ王" 優勝
- 2010年 MBS新世代漫才アワード 決勝進出
- 2012年 第4回仙台お笑いコンテスト 優勝
- 2023年 THE SECOND〜漫才トーナメント〜 選考会敗退
- 2024年 THE SECOND〜漫才トーナメント〜 選考会敗退
- 2025年 THE SECOND〜漫才トーナメント〜 選考会敗退

## 主な出演

### テレビ番組
- えいごであそぼ Meets the World（NHK Eテレ、2023年 - 脚本・声のみの出演）
- 蛙亭のワールドワラジャーナル（BSよしもと、2022年3月21日 - ） - チャドのみ

### 過去のレギュラー番組
- キャナガワ（テレビ神奈川）
- さんまのSUPERからくりTV（TBSテレビ）
- ゼベック・オンライン（TOKYO MX、2005年1月24日）
- ネタパレ（フジテレビ、2019年4月12日 初出演）
- えいごであそぼ with Orton（NHKEテレ、2015年、脚本、声のみの出演）

### テレビドラマ
- 連続テレビ小説「瞳」（NHK総合）
- 僕達はまだその星の校則を知らない（2025年7月14日 - 、関西テレビ・フジテレビ） - ジョン・コリンズ 役[18]

## 主な出演（カトウのみ）

### 過去のレギュラー番組
- 天下取ります（あっと驚く放送局）

## 主な出演（チャドのみ）

### 過去のレギュラー番組
- いただき∞（ヨシモトファンダンゴTV、2006年度）ナビゲーター
- もりすぎッ!（東海テレビ、2007年7月 - 2008年3月）レギュラー
- 行列のできる法律相談所（日本テレビ）
- 笑いの金メダル（朝日放送）
- アドレな!ガレッジ（テレビ朝日）
- きょうから英会話（NHK教育、2007年 - 2008年）アシスタント
- うぇぶたまww（テレビ東京、2007年4月 - 2007年9月）
- 本番で〜す!（テレビ東京、2007年5月26日）
- クロノス（フジテレビ）
- アメトーーク!（テレビ朝日）「ゴルゴ13芸人」として出演
- 爆笑レッドカーペット（フジテレビ）キャッチコピーは「オーストラリアからのお笑い留学生」
- 新春ゴールデンピンクカーペット（フジテレビ）キャッチコピーは「オーストラリアからのお笑い留学生」
- 爆笑ピンクカーペット（フジテレビ）キャッチコピーは「オーストラリアからのお笑い留学生」
- インパクト!（フジテレビ）
- くちコミ☆ジョニー!（日本テレビ、2007年10月 - 2008年3月）月曜日レギュラー
- 痛快!エブリデイ（関西テレビ）金曜日レギュラー
- クイズ!ヘキサゴンII（フジテレビ）ゲストチームとして出演
- 踊る!さんま御殿!!（日本テレビ）しあつ野郎と共に出演
- VS嵐（フジテレビ）ゲストチームとして出演
- おはスタ645（2010年 - 2012年、テレビ東京）
- 逃走中 大統領暗殺計画(2011年3月6日放送　フジテレビ)ドーチャー大統領役として出演
- アリなし〜アリケン★ゴールデンスタジアム〜（2011年6月18日、テレビ東京）
- 東京REMIX族（2011年9月、J-WAVE）
- 大!天才てれびくんドラまちがい「熊次郎 おとこ旅 〜人情編〜」（2011年11月 - 12月 、NHK Eテレ） - 染野弐助 役
- ネプ&イモトの世界番付（日本テレビ）
- 大!天才てれびくんドラまちがい「青春ナイン 〜卒業〜 」（2012年1月 - 、NHK Eテレ） - ちょびヒゲ教頭 役
- ビットワールド（2012年11月 - 不定期、NHK Eテレ） - 田中たけし 役
- エビバディ!Good学園（2012年5月 - 、LaLaTV） - チャド先生 役。山口智充、RUN&GUNらと共演
- しごとの基礎英語（2013年10月 - 2017年3月、NHK Eテレ）
- チャド&キッズのオモロイングリッシュ（2014年 - 2015年、Dlife）
- マジカル・パンチラインのマジカルテレビ（2018年4月26日、Kawaiian TV）
- 夕やけ寺ちゃん　活動中（ラジオ・文化放送、2010年10月 - 2013年3月）月曜日準レギュラー（元はチャドのみだったが、2011年5月ごろからコンビで出演するようになった）

### ナレーション
- 松本人志のコントMHK（2010年、NHK）
- パワー☆プリン（2011年 - 2013年、TBS）
- FIATしてSMILE（2014年、 FIATの日本公式YouTubeチャンネル）
- ハックツベリー（2014年 - 2015年、テレビ東京）
- おはスタ645GO!GO!!!（2014年 - 2015年、テレビ東京）

### テレビドラマ
- 連続テレビ小説「芋たこなんきん」（2007年、NHK総合） - エディ・スペンサー 役
- ゴーストフレンズ（2009年、NHK総合）ライアン 役
- 木下部長とボク第9話（2010年3月11日、読売テレビ） - MC 役
- 母になったり、ならなかったり（2011年1月28日、NHK BSハイビジョン） - チャド 役
- 高梨さん 第9話（2013年5月27日、NHK Eテレ） - トム 役
- 五つ星ツーリスト〜最高の旅、ご案内します!!〜 第8話（2015年2月26日、読売テレビ） - マーク・ヒューストン 役
- その男、意識高い系。 第3話 -（2015年3月17日 - 、NHK BSプレミアム） - トム 役
- となりの関くんとるみちゃんの事象第2話、第8話（2015年8月3日、2015年9月4日） - シェフ 役
- 崖っぷちホテル!（2018年4月15日 - ） - ピエール田中 役
- ひみつ×戦士 ファントミラージュ! 第12話（2019年6月23日、テレビ東京） - アート 役

### 映画
- 月とチェリー（2004年）
- ユメ十夜（2007年）第十夜
- のだめカンタービレ 最終楽章　前編（2009年、東宝） - ポール・デュボワ 役
- ララピポ（2008年）
- ネムリバ（2010年） - チャド 役
- グラッフリーター刀牙（2012年） - ジャック 役
- 宇宙兄弟（2012年） - ローリー・クオモ 役
- ジャッジ!（2014年） - アレックス・モイラン 役[19]
- 新選組オブ・ザ・デッド（2015年） - ゾンビジョージ 役
- サイドライン（2015年） - 辻名毘彦 役 [20]
- 表と裏 最終章（2016年） - トム 役
- 劇場版 仮面ライダーゴースト 100の眼魂とゴースト運命の瞬間（2016年） - トーマス・エジソン 役
- ヘンリ・ミトワ 禅と骨（2017年） - ジョン・ミトワ 役[21]
- 泥棒役者（2017年）- デーブ・ロス 役
- 僕はイエス様が嫌い（2019年） - 小さなイエス様 役[22]
- 怪盗くいしん坊（2023年の映画）

#### アニメ映画
- 紙兎ロペ つか、夏休みラスイチってマジっすか!?（2012年） - ホセ（アルパカ）役 [23]

### 舞台
- ティーチャー（2013年7月19日 - 28日、東京・シアターグリーンBIG TREE THEATER）[24]
- LEAD HOT CHILI Pistols（2015年2月14日 - 15日、東京・神保町花月）[25]
- 舞台版『残響のテロル』（2016年3月2日 - 6日、Zeppブルーシアター六本木）- クラレンス 役 [26]

### CM
- キリン生茶「パンダと暮らそう」篇 （唄：チャド）
- 日本コカ･コーラ「アクエリアスビタミンガード」『登場・ビタミントレーナー』篇　（チャド）
- 京阪電気鉄道CM「おけいはん音楽物語」- 森小路ノエル役（チャド）
- 日本和装CM 第1話：「彼氏は外国人」編 [27]、第2話：「教室の日」編 - 観月ありさの彼氏役（チャド）[28]
- LOTTE 「Fit's史上最強! かくれんぼキャンペーン! 2」本人役（チャド）
- コナミデジタルエンタテインメント 「ワールドサッカーコレクションS」ディエゴ・フォルランの偽物役（チャド）[29]
- 大阪ガス「とあるマチの物語「夏の英会話教室」篇」チャド役（チャド）[30]

## MV
- JYONGRI「Hop,Step,Jump!」
- 100s「そりゃそうだ」[31]

### 連載
- 読売KODOMO新聞「チャドの笑タイム」（読売新聞東京本社）（2021年4月 - ）[32]
- The Japan Times Alpha「How Do You Say That!」（ジャパンタイムズ）（2018年7月 - ）[33]
- The Japan Times ST「よしもと芸人チャドのオモロー！人物録」（ジャパンタイムズ）（2017年 - 2018年）
- The Japan Times ST「Chad's Thoughts」（ジャパンタイムズ）（2015年 - 2017年）
- 流行通信「チャドの"モテる" 英会話レッスン」（INFASパブリケーションズ）（2007年 - 2008年）
- マーガレット「チャドのマーガレット上陸大作戦」（集英社）（2007年 - 2008年）
- 実践ビジネス英語「Growing Up In Australia」（NHK出版）（2011年 - 2014年）
- 実践ビジネス英語「The English Triangle」（NHK出版）（2009年 - 2010年）
- 新3か月トピック英会話「チャドの日豪GO!」（NHK出版）（2009年）
- 新3か月トピック英会話「チャドった話」（NHK出版）（2008年）
- きょうから英会話「チャドチャドしい失敗録」（NHK出版）（2007年 - 2008年）
- きょうから英会話「チャドのボディーランゲージ講座」（NHK出版）（2007年）

### 書籍
- 世にも奇妙なニッポンのお笑い（2017年、NHK出版、ISBN 4140885394）

## 主な翻訳作品

### 字幕翻訳

#### 映画
- 魁!!クロマティ高校 THE☆MOVIE（2005年）
- 大日本人（2007年）
- ヤッターマン（映画）（2009年）
- しんぼる（2009年）
- さらば愛しの大統領（2010年）
- ワラライフ!! （2010年）
- 板尾創路の脱獄王（2010年）
- オムライス（2011年）
- デッドボール（2011年）
- 月光ノ仮面（2011年）
- さや侍（2011年）
- TSY タイムスリップヤンキー（2012年）
- 台風一家（2012年）
- 自縄自縛の私 （2012年）
- アブダクティ（2013年）
- SEIZA（2013年）
- ジェリー・フィッシュ（2013年）
- R100（2013年）
- オー!ファーザー（2014年）
- 土竜の唄（2014年）
- 新撰組オブ・ザ・デッド（2015年）
- At Home アットホーム（2015年）
- Mr. マックスマン（2015年）
- 珍遊記 -太郎とゆかいな仲間たち-（2016年）
- 愛MY タカラモノと話せるようになった女の子の話（2016年）
- HK 変態仮面 アブノーマル・クライシス（2016年）
- MINT（2017年）
- Carton MOOn（2017年）
- 女々演（2018年）
- 「飛んで埼玉〜琵琶湖より愛を込めて〜」（2023年）字幕
- 今日の空が一番好き、とまだ言えない僕は（2025年公開予定）

#### ドラマ
- 火花（2016年）[34]

#### その他映像作品
- HITOSI MATSUMOTO VISUALBUM（2003年）
- 刑事ボギー（2006年）
- EP FILMS（2010年）
- 松本人志のコントMHK（NHK、2010年）
- MAX THE MOVIE（2016年）[35]

#### 英語字幕付き公演
- チュートリアル＠スリランカ（2013年）
- ジャルジャル＠サンフランシスコ（2015年）
- 桂文枝落語会＠東京、大阪（2016年）
- 舶来寄席＠東京（2016年）

### 絵本
- Dr.インクの星空キネマ （2009年）絵と文：にしの あきひろ
- ジップ＆キャンディ ロボットたちのクリスマス（2010年）絵と文：にしの あきひろ
- オルゴールワールド（2012年）絵と文：にしの あきひろ

### 全編英語公演
- 陣内智則＠ラスベガス、ロサンゼルス（2014年、2016年）[36]

### アプリ
- 松本人志の俺の覚えたい外国語100～英語編～[37]